# Castelmagno (Italia)
Castelmagno (Castelmagn in piemontese, Chastelmanh in occitano, Castelmagne in francese) è un comune italiano sparso di 51 abitanti della provincia di Cuneo in Piemonte.

## Geografia fisica

### Territorio
Castelmagno si sviluppa interamente nel territorio montuoso della Valle Grana, della quale è il centro più elevato, con il santuario a quota 1 761 m s.l.m..
Il comune è un aggregato di diverse località, in origine quindici, delle quali solo sette sono rimaste abitate a seguito dello spopolamento dovuto all'industrializzazione ed all'emigrazione. Campomolino (Champdamoulin) è capoluogo del comune, Einaudi (Inaout), Colletto (Coulet), Valliera (Valiera), Campofei (Champdarfei), Nerone (Niroun), Chiotti (Quiot) e Chiappi (Quiap) sono le località ancora abitate, mentre Riolavato (Rulavà), Càuri (Caouri), La Croce (La Crous), Batùira (Batouira), Narbona (Arbouno), Albrato (Albrè) e Tetti (Tech) sono state abbandonate.
Dalla fine del XX secolo ci sono stati tentativi di recupero di alcune di queste frazioni: Batùira era il luogo di una comunità buddhista, mentre a Valliera e Campofei si cerca di reintrodurre la produzione dell'omonimo formaggio tramite alcuni agriturismi e di attirare escursionisti con l'apertura di un rifugio.
Il punto più elevato del territorio comunale è il monte Tibert.
È classificato nella zona sismica 3S(sismicità bassa).

### Clima
Il comune è stato inserito nella zona climatica F ed ha un fabbisogno termico di 3 730 gradi giorno.

## Origini del nome

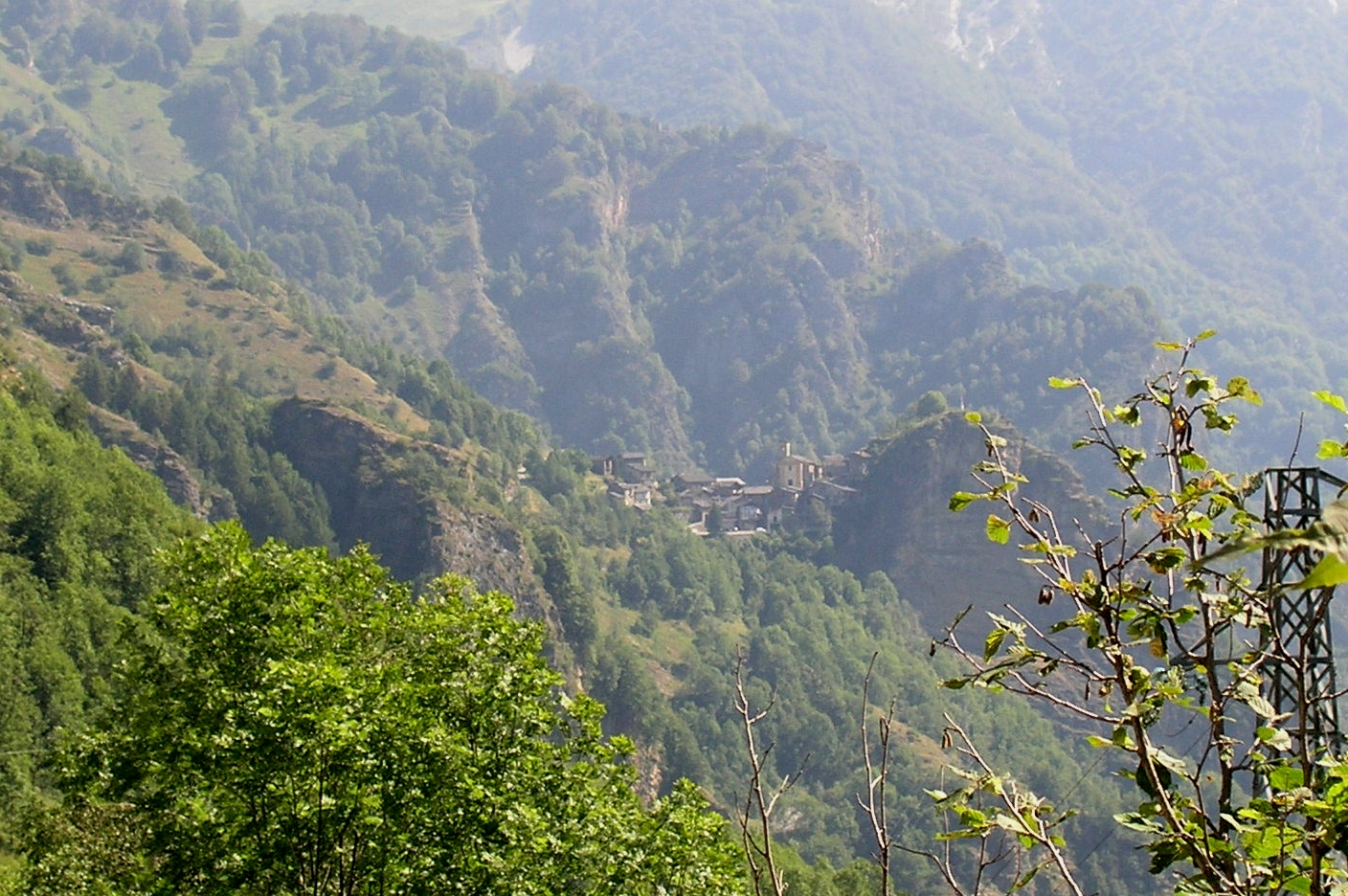
La frazione Colletto

Il comune trae il suo nome dal latino castrum magnum (castello grande). Questo è probabilmente dovuto al castello che anticamente controllava la valle, di cui si possono ancora vedere alcuni resti presso la frazione Colletto.

## Storia

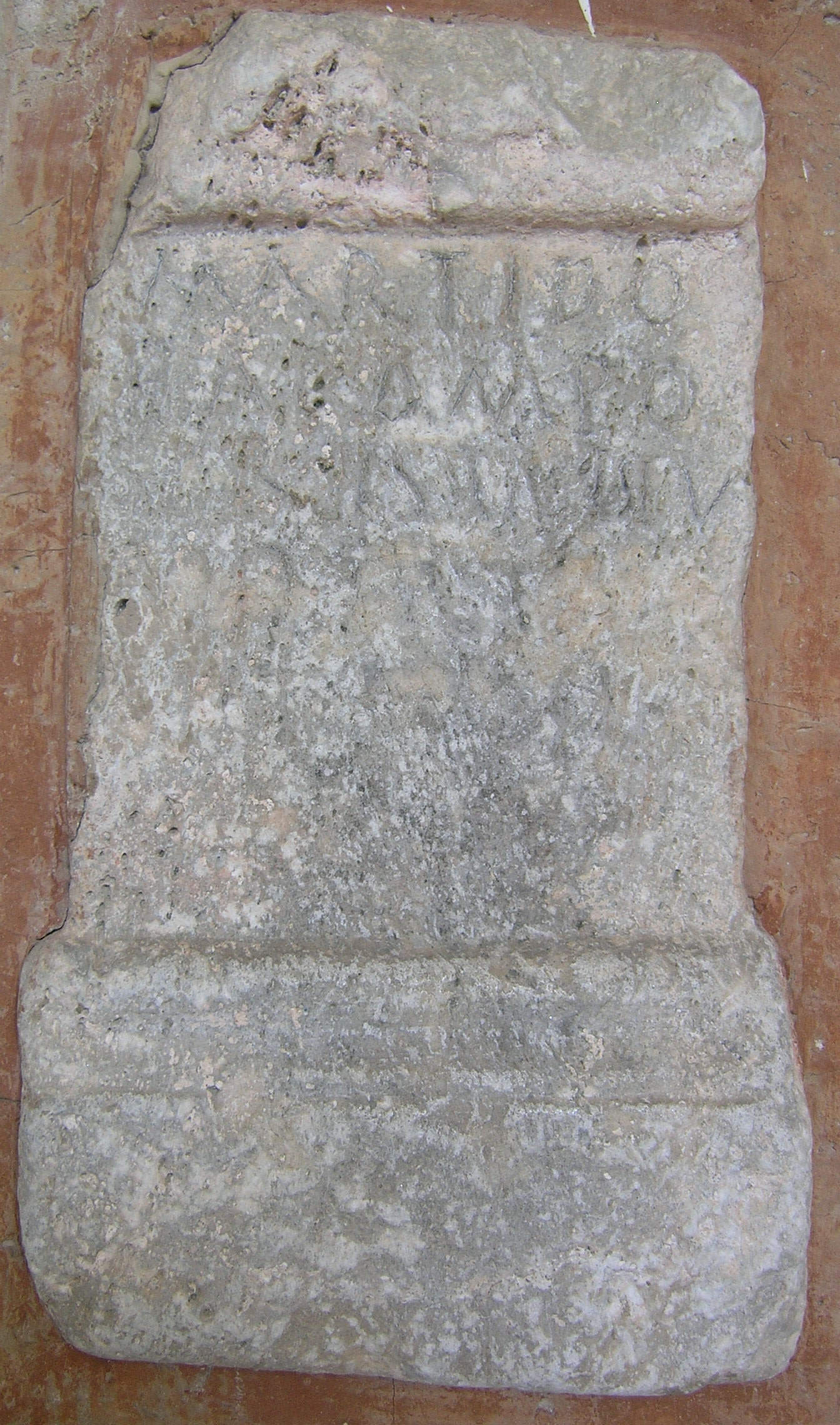
La lapide, presso il santuario

Grazie ai lavori effettuati nel 1894 sulla cappella Allemandi (il nucleo più antico del santuario) è stato ritrovato un altare romano dedicato a Marte ed alcuni oggetti, fra cui monete risalenti a circa il 250, da cui è evidente che la vallata è stata abitata almeno dai tempi della Roma imperiale.
La storia di Castelmagno è legata a quella della diocesi di Torino, il cui vescovo era signore della Valle Grana e a quella di Cuneo, nel cui distretto era inserito. Importante notare anche la forte influenza del marchesato di Saluzzo, delle terre dei Savoia e della Francia, siccome il territorio di Castelmagno veniva a trovarsi nel mezzo di queste potenze dell'epoca.
Esempio di questi legami fu l'assedio di Cuneo del 1744, quando i franco-spagnoli utilizzarono il valico del Colle Fauniera per attaccare Cuneo e saccheggiarono le frazioni di Chiappi e Chiotti.
Anche durante la seconda guerra mondiale il territorio di Castelmagno fu teatro di scontri, i quali vedevano contrapposte le brigate partigiane di Giustizia e Libertà e le truppe tedesche occupanti.
Dall'inizio del XX secolo, fra industrializzazione e guerre il comune, come molti altri, ha subito un forte spopolamento. Nonostante ciò ha sempre cercato di mantenere una certa vitalità, soprattutto grazie all'attrattiva turistica del santuario, la produzione del formaggio e alla tradizione della lingua e cultura occitana.

### Simboli
Lo stemma di Castelmagno è descritto come Inquartato: al I e IV troncato d'argento, ai leoni passanti [illeoparditi] d'oro, al losangato di verde e d'oro in quattro file; al II e III d'argento, alla croce di rosso. Lo scudo è timbrato da corona comitale.
Lo stemma riprende il blasone della famiglia De' Morri (o Demorri) conti di Castelmagno: inquartato: al 1º e 4º rombeggiato d'oro e di verde, con il capo del secondo, carico di un leone del primo, illeopardito; al 2º e 3º d'argento, alla croce di rosso (che è di Vercelli).
Il gonfalone è un drappo di verde.

## Società

### Evoluzione demografica
Abitanti censiti

### Popolazione straniera residente
Al 31 dicembre 2019, gli unici due stranieri residenti nel comune erano provenienti dalla Romania.

## Cultura
Castelmagno fa parte della linguistica storica occitana, motivo di diversi festeggiamenti durante l'anno, come il tradizionale San Jouan Muzico a luglio ed il concerto di ferragosto dei Lou Dalfin, nonché l'antichissima festa di San Magno il 19 agosto.

### Istruzione
Nel comune di Castelmagno non sono presenti istituti di formazione, ma è attiva una biblioteca con un fondo di ben 1 500 volumi

### Gastronomia
A Castelmagno si produce il formaggio omonimo.

## Monumenti e luoghi d'interesse
- Santuario di San Magno: l'attuale configurazione dell'edificio risale al XVIII secolo, ma il nucleo principale a circa trecento anni prima, quando nel 1475 Enrico Allemandi di San Michele di Prazzo fece edificare una cappella in stile gotico dedicata a San Magno. Il crescente culto verso quel martire giustificò nel 1514 un ampliamento della struttura, con le decorazioni ad opera di Giovanni Botoneri che si possono apprezzare a tutt'oggi, ma solo nel 1716 si giunse al completamento del santuario attuale, che comunque subì ancora lavori nel 1775 per la costruzione dell'altare maggiore, nel 1845-48 per il sopraelevamento del campanile quattrocentesco, e tra il 1861 ed il 1868 per l'edificazione dei caratteristici porticati laterali e dei soprastanti alloggi per i pellegrini.
- Pichot Muzeou d'la vita d'isì (Piccolo museo della vita di qui): Aperto dal 1992 da privati con il sostegno del centro culturale occitano Detto Dalmastro, raccoglie oggetti e ricordi della vita delle popolazioni locali, compresi documenti e testimonianze dei lavori dei castelmagnesi emigrati. Si trova nella frazione Colletto.
- Museo del lavoro locale: esposizione di più di duecento oggetti ed utensili da lavoro tradizionali, utilizzati in campo agricolo dalle popolazioni locali. Si trova in frazione Chiappi

## Amministrazione
| Periodo         | Periodo           | Primo cittadino      | Partito      | Carica                    | Note   |
| --------------- | ----------------- | -------------------- | ------------ | ------------------------- | ------ |
| 22 giugno 1985  | 21 marzo 1990     | Giancarlo Aimar      | Lista civica | Sindaco                   | [ 20 ] |
| 2 giugno 1990   | 23 marzo 1992     | Sergio Toselli       | Indipendente | Sindaco                   | [ 21 ] |
| 23 marzo 1992   | 10 aprile 1992    | Irma Ribero          |              | Commissario prefettizio   | [ 22 ] |
| 10 aprile 1992  | 10 ottobre 1992   | Irma Ribero          |              | Commissario straordinario | [ 23 ] |
| 10 ottobre 1992 | 21 settembre 1994 | Giuseppino Garnerone | Indipendente | Sindaco                   | [ 24 ] |
| 22 ottobre 1994 | 28 maggio 2002    | Giovanni Rignon      | Indipendente | Sindaco                   | [ 25 ] |
| 28 maggio 2002  | 28 maggio 2007    | Giovanni Rignon      | Lista civica | Sindaco                   | [ 26 ] |
| 28 maggio 2007  | 29 aprile 2009    | Luigi Giraudo        | Lista civica | Sindaco                   | [ 27 ] |
| 29 aprile 2009  | 30 marzo 2010     | Francesco D'Angelo   |              | Commissario prefettizio   | [ 28 ] |
| 30 marzo 2010   | 31 maggio 2015    | Maurizio Giaminardi  | Lista civica | Sindaco                   | [ 29 ] |
| 31 maggio 2015  | 10 giugno 2018    | Piergiorgio Donadio  | Lista civica | Sindaco                   | [ 30 ] |
| 10 giugno 2018  | 14 maggio 2023    | Alberto Bianco       | Lista civica | Sindaco                   | [ 31 ] |
| 14 maggio 2023  | in carica         | Alberto Bianco       | Lista civica | Sindaco                   |        |

### Gemellaggi
Quittengo, dal 1975, nel 2015 confluito in Campiglia Cervo.

### Altre informazioni amministrative
Il comune fa parte della comunità montana Valle Grana ed appartiene alla minoranza linguistica storica occitana.